# Mont Bignone
Pour les articles homonymes, voir Bignone.
Le mont Bignone est un sommet des Alpes ligures situé dans la province d'Imperia en Ligurie.
À 1 299 m d'altitude, il domine au nord la ville de San Remo. Il fait partie du parc naturel de San Romolo et Monte Bignone.
La cime accueille le château le plus élevé de toute la vallée de San Remo édifié par les Intemeli de Ligurie, probablement pour défendre les aires de pâturages environnantes. Des restes de céramique préromaine et de manufacture locale ainsi que des amphores datant des Ve et IVe siècles av. J.-C. actuellement conservées au musée de San Remo ont été retrouvés sur ce sommet.

## Histoire

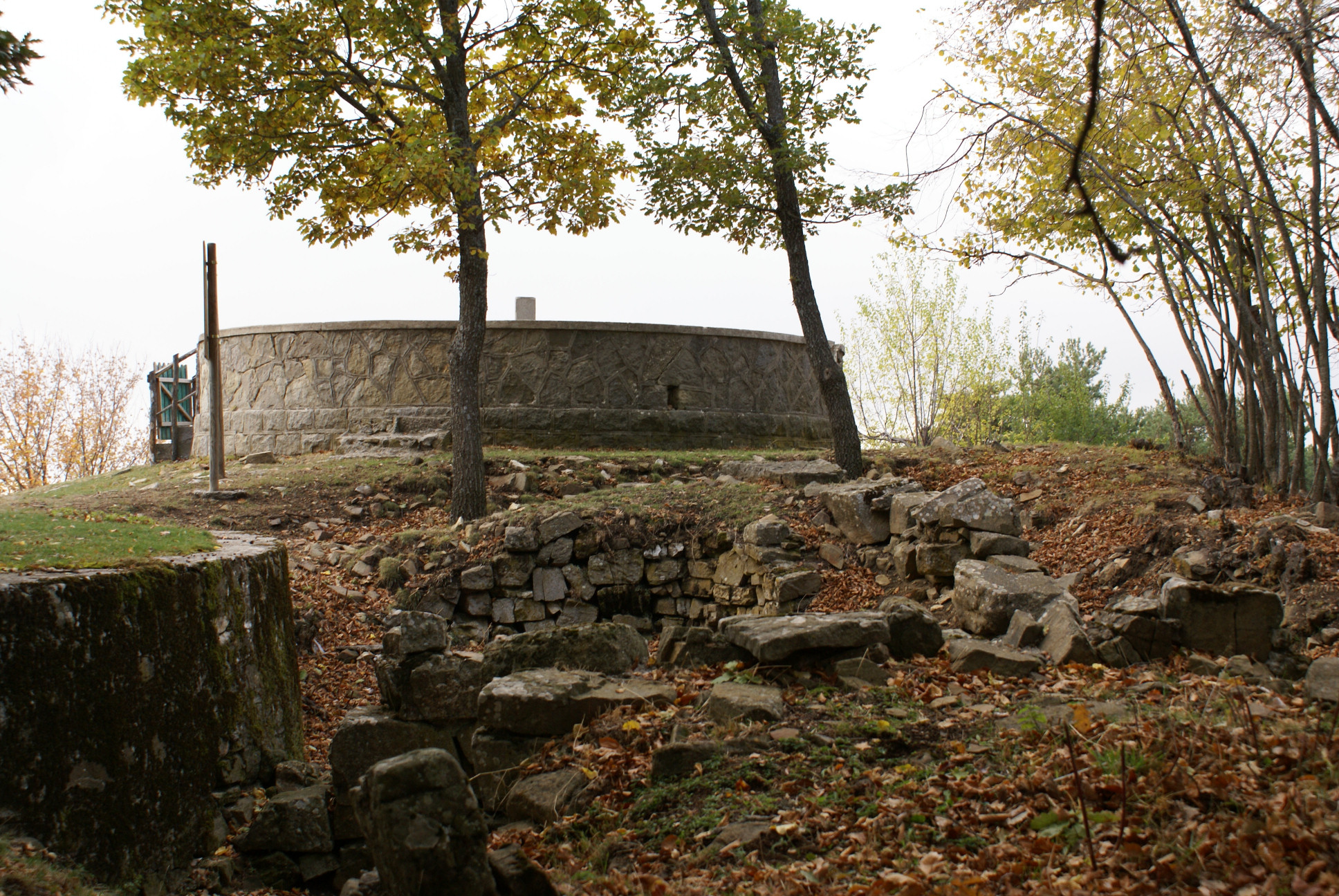
Les ruines du château.

Les Sanrémasques se réfugièrent sur les flancs de ce sommet au Xe siècle durant les invasions de la ville, proche de la grotte où l'évêque et ermite Romule de Gênes avait élu domicile. Le nom d'un tel saint s'expliquerait par le nom de la fête de San Remo. En outre, aux alentours de cette grotte se trouve actuellement le hameau de San Remolo, constitué de quelques maisons entourant un grand pré.
Actuellement, le sommet du mont accueille de nombreux relais de télécommunication, quelques maisons éparses, une petite église et la gare abandonnée du téléphérique San Remo-Monte Bignone.

## Faune et flore
Les bosquets recouvrant le mont sont actuellement de genre méditerranéen et sub-méditerranéen. Jusqu'au début du XXe siècle, il était recouvert de bosquets de chêne vert et de rouvre qui ont lentement été remplacés par l'arrivée du pin maritime. Après avoir atteint une importance appréciable, la pinède a été dégradée au fil des années par des incendies. Cependant, il existe encore de nombreuses zones boisées extrêmement intéressantes, riches de chênes verts, de châtaigniers, de genévriers et d'aires d'herbe à cycle annuel. Sont également présentes quelques espèces de fleurs alpines qui peuvent y survivre grâce à la hauteur du mont, ainsi qu'une pléthore d'autres espèces typiques de l'ambiance méditerranéenne, comprenant quelques espèces endémiques. La présence de crocus, d'une des deux populations italiennes de Aira provincialis se trouvant à la limite nord-orientale, ainsi que quelques espèces d'orchidées protégées par des normes régionales et internationales sont à signaler.
La faune est très riche et très différenciée, pouvant y trouver représenté toutes les classes de vertébrés. Parmi les invertébrés, on trouve quelques-unes des importantes espèces dont quelques endémiques : hormis la présence de mollusca, on y trouve notamment la Graziana alpestris et la Pagodulina subdola subdola.

## Le téléphérique San Remo-Monte Bignone

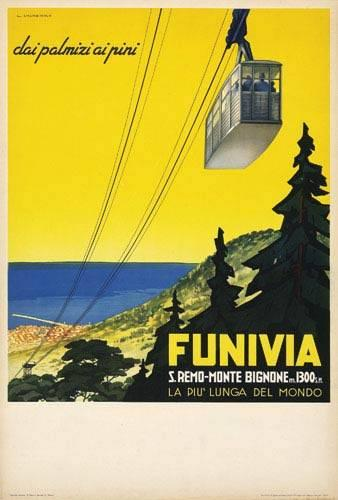
Affiche publicitaire de 1937.

Entre 1936 et 1981, un téléphérique reliait San Remo au sommet du mont. La ligne était longue de 7 688 m et le trajet se faisait en environ 40 minutes. Il fut mis en place deux stations d'échange, une près du Camp de Golf et l'autre à l'abri du hameau de San Romolo. Entre cette dernière station et celle du sommet du mont, il avait été construit le câble suspendu entre deux pylônes le plus long d'Europe, mesurant 1 700 m.
La ligne, imaginée en 1929 et initiée à la fin de l'année 1935, portait la griffe de Pietro Agosti et fut construite par la Compagnia Italiana Funivie, une œuvre ardue qui représentait à l'époque la plus longue portée téléphérique au monde. Les moteurs utilisés étaient les meilleurs de l'ingénierie de l'époque: ils ne subirent pas de gros problèmes durant les 45 ans où ils furent en service de manière ininterrompue et même lorsque la ligne fut abandonnée, ils fonctionnaient encore parfaitement.
Le téléphérique fut construit à l'abri de la Seconde Guerre mondiale, lorsque le tourisme élitaire russe avait déjà commencé à décliner, et celui des Anglais avait été définitivement bloqué par les sanctions internationales contre l'Italie, tant et si bien que l'inauguration de la ligne le 28 octobre 1936 passa quasiment inaperçue.
La revue Le vie d'Italia, organe du Touring Club Italiano, dans son numéro du 11 novembre 1936 écrivit :

« Les six voitures, essentiellement constituées d'acier inoxydable, avancent sur huit roues et sont éclairées électriquement. 25 personnes peuvent y être convenablement assises et de larges fenêtres vitrées permettent d'admirer le paysage, qui se déroule comme une fantasmagorie devant leurs yeux stupéfaits. Chaque voiture est reliée aux autres par un câble permettant à chaque station aux passagers et aux conducteurs de communiquer entre eux ainsi qu'avec l'extérieur. Le nouveau téléphérique San Remo - Monte Bignone est un signe des temps. Construite pendant que les sanctions faisaient rage, tout ce qui a été nécessaire à son équipement - machines, câbles métalliques, appareils de mesure, de commande, de contrôle - fut malgré tout produit par le travail italien. »

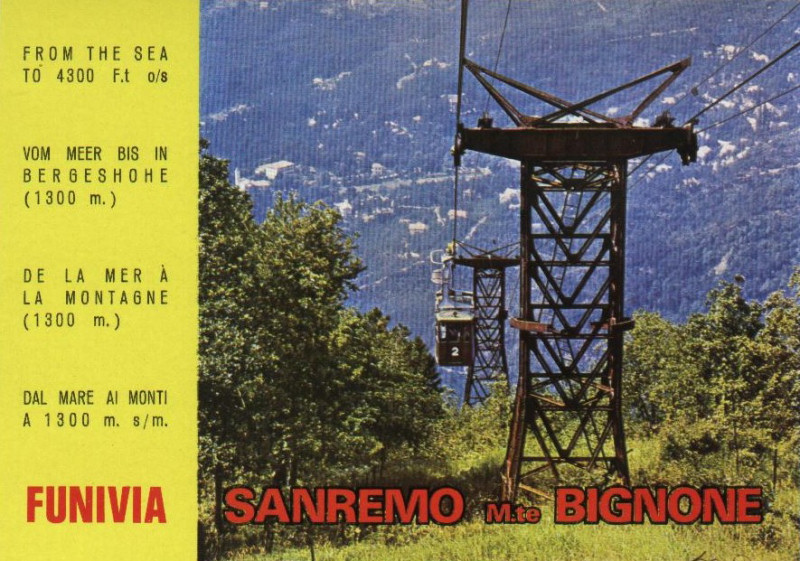
Dépliant publicitaire, San Romolo en fond.

Malgré les espérances d'augmentation de la fréquentation liées au tourisme, la ligne ne permit jamais l'entrée de bénéfices convenables : constamment passive, elle fut gérée par la CIF jusqu'en 1966 avant de passer entre les mains de l'administration de la commune de San Remo mais, à cause des coûts de gestion de plus en plus élevés, la ligne fut définitivement fermée en 1981. À partir de la fermeture a été étudié la possibilité d'une réouverture à la lumière du sens commun renouvelé par les problèmes de l'environnement, qui porta alors le public à la redécouverte des espaces verts et donc à l'utilisation de moyens de transport à bas impact environnemental. Le téléphérique a finalement continué à couvrir pour les Sanrémasques un rôle affectif très important : par exemple, encore aujourd'hui, les cartes indicatives du parc de San Romolo et Monte Bignone reportent comme logo un téléphérique entre des pins, la mer en fond.
Parmi les nouvelles propositions, prévues dans le plan de la ville de San Remo, il y avait celle de restructurer toutes les gares et d'en introduire une nouvelle près d'un échangeur du périphérique Aurelia bis afin d'instituer un moyen économique, rapide et non polluant de rallier rapidement le centre de la ville à un possible parking échangeur et contribuer dans le même temps à décongestionner au moins une partie du trafic citadin désormais critique.
Les gares de San Romolo et Monte Bignone, une fois restructurées et requalifiées aussi par la construction de nouvelles infrastructures, porteraient les touristes dans le cœur du nouveau Parc Naturel et fournirait l'opportunité d'un relancement de toute la zone aérienne.
Une proposition ultérieure prévoit le déplacement de la gare de San Remo dont l'actuelle position, très proche du marché, pourrait être déplacée à la hauteur du Vieux Port, près du fort de Santa Tecla.